# Obsjtina Bratia Daskalovi
Obsjtina Bratia Daskalovi (bulgariska: Община Братя Даскалови) är en kommun i Bulgarien.   Den ligger i regionen Stara Zagora, i den centrala delen av landet, 160 km öster om huvudstaden Sofia.
Obsjtina Bratia Daskalovi delas in i:
- Gorno Belevo
- Granit
- Mirovo
- Opăltjenets
- Orizovo
- Partizanin
- Plodovitovo
- Tjerna gora

Följande samhällen finns i Obsjtina Bratia Daskalovi:
- Bratia Daskalovi

Trakten runt Obsjtina Bratia Daskalovi består till största delen av jordbruksmark. Runt Obsjtina Bratia Daskalovi är det glesbefolkat, med 19 invånare per kvadratkilometer.